# Miloš Forman
Jan Tomáš Forman, mer känd under namnet Miloš Forman, född 18 februari 1932 i Čáslav i Tjeckoslovakien (idag i Tjeckien), död 13 april 2018 i Danbury i Connecticut, USA, var en tjeckisk-amerikansk filmregissör, manusförfattare, skådespelare, professor och filmproducent. Fram till 1968 bodde och verkade han i Tjeckoslovakien.
Forman belönades med Oscar både för 1975 års Gökboet och för Amadeus nio år senare.

## Biografi

### I Tjeckoslovakien
Forman blev tidigt föräldralös. Hans juridiske far arresterades för att ha distribuerat bannlysta böcker under nazisternas ockupation och dog i koncentrationslägret Buchenwald 1944 och hans mor i Auschwitz 1943. Forman bodde under kriget hos släktingar. Han fick senare veta att hans biologiska far var den judiske arkitekten Otto Kohn. 
Forman gick efter kriget på skolan i Poděbrady, där bland annat Václav Havel var en hans skolkamrater, och studerade senare manusskrivande i Prag. Han började sin karriär som filmmakare med komedier.
Forman var en viktig kraft inom den Tjeckoslovakiska nya vågen. Hans Det svarta fåret (1963/1964), En blondins kärleksaffär (1965) och Det brinner, min sköna (1967, Formans första film i färg) utmärkte sig för sin mjukt satiriska beskrivning av den tjeckiska vardagen. Den sistnämnda filmen, som ytligt förefaller att vara en humoristisk skildring av en olycksdrabbad festlighet i liten provinsiell stad, sågs av såväl filmvetare som myndigheter i Tjeckoslovakien som en bitande satir på östeuropeisk kommunism. Som ett resultat blev filmen bannlyst under många år i Formans hemland.

### Till Sverige och USA
Efter Sovjetunionens invasion 1968 flyttade han utomlands, och efter en tid i Sverige har han sedan 1969 främst varit verksam i USA. Från 1977 var Forman amerikansk medborgare.
Formans första film i USA var komedin Taking Off (1971). Hans amerikanska genombrott blev dock 1975 års Gökboet, med Jack Nicholson som okuvlig individualist ("McMurphy") på ett mentalsjukhus. Filmen var också en parafras över livet i ett slutet samhällssystem, och Forman identifierade sig själv med huvudfiguren. Nio år senare kom Amadeus (1984) – för båda filmerna vann Forman Oscar för bästa regi. Gökboet blev dessutom den andra filmen att vinna alla fem stora Oscarskategorier (bästa foto, bästa manliga huvudroll, bästa kvinnliga huvudroll, regi och manus) efter Det hände en natt 1934 — en prestation som inte upprepades förrän 1991, av När lammen tystnar. Filmen blev också en stor kommersiell framgång, både i USA och internationellt; i Stockholm gick den kontinuerligt på bio i tolv års tid.
Forman uppmärksammades också för 1979 års Hair (efter musikalen med samma namn) och Ragtime från 1981. Han nominerades till en Oscar för bästa regi för den kontroversiella Larry Flynt – skandalernas man (1996), med teman som yttrandefrihetens gränser som tema. Andra biografiska Formanfilmer är Man on the Moon (från 1999, om komikern Andy Kaufman) och Goya's Ghosts (från 2006, om den spanske konstnären Goya). I den senare filmen spelar svenske skådespelaren Stellan Skarsgård huvudrollen.
Miloš Forman avled 2018, i en ålder av 86 år.

## Framgångar och eftermäle
Miloš Forman erhöll under karriären två Oscar för bästa regi. Han fick även motta Golden Globe Award, Guldpalmen, Guldbjörnen, BAFTA, Césarpiset och David di Donatello.
Asteroiden 11333 Forman är uppkallad efter honom.

## Filmografi i urval

### Regi
- 1964 – Provsjungning
- 1964 – Det svarta fåret
- 1965 – En blondins kärleksaffär
- 1967 – Det brinner, min sköna
- 1971 – Taking Off
- 1975 – Gökboet
- 1979 – Hair
- 1981 – Ragtime
- 1984 – Amadeus
- 1989 – Valmont
- 1996 – Larry Flynt - skandalernas man
- 1999 – Man on the Moon
- 2006 – Goya's Ghosts

### Roller
- 1986 – I lust och nöd
- 2000 – Tro, hopp, kärlek
- 2008 – Chelsea on the Rocks